# Departamento de Biedma
Departamento de Biedma är en kommun i Argentina.   Den ligger i provinsen Chubut, i den södra delen av landet, 1 000 km sydväst om huvudstaden Buenos Aires. Antalet invånare är 58 667.
Omgivningarna runt Departamento de Biedma är i huvudsak ett öppet busklandskap. Runt Departamento de Biedma är det mycket glesbefolkat, med 5 invånare per kvadratkilometer.